# چندزبانگی

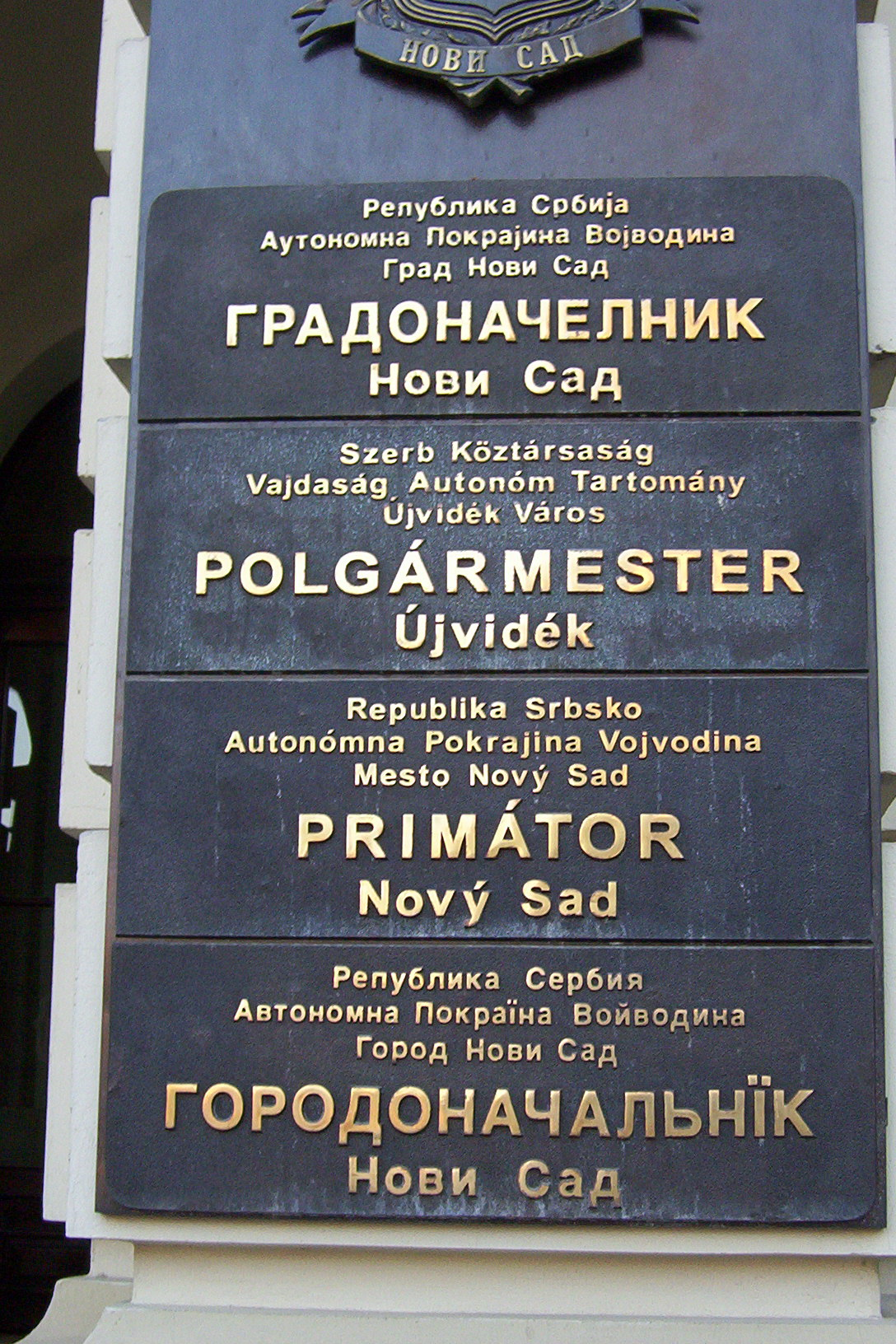
علامت چندزبانه در بیرونِ ساختمان شهرداری نووی ساد، صربستان

چندزبانگی (به انگلیسی: multilingualism) به استفاده از دو یا چند زبان توسط یک سخنران یا جامعه‌ای از سخنرانان می‌گویند. جمعیت چندزبانه‌های جهان بیشتر از افراد تک‌زبانه است و این جمعیت به دلیل مفاهیم ارتباطی و تشکیل جامعهٔ جهانی شکل گرفته و چندزبانه بودن محبوب شده‌است.

## باورهای نادرست
باورهای نادرست زیادی درباره مفهوم دوزبانگی و چندزبانگی در برخی از کشورهای غربی (که تک‌زبانگی در آنها رایج‌تر است) وجود دارد. پژوهشگرانی از بریتانیا و لهستان برخی از این باورهای نادرست رایج را شناسایی کرده‌اند که به شرح زیر است:
- دوزبانگی یا چندزبانگی جزو موارد استثنائات است و تک‌زبانگی اصل است (این در حالی است که بیشتر جمعیت جهان چندزبانه هستند)
- یک نفر برای شایسته لقب دو (یا چند) زبانه بودن، باید به هر دو (یا چند) زبان به یک میزان تسلط داشته باشد و این تسلط به هر دو (یا چند) زبان باید همانند زبان مادری باشد.
- دوزبانگی در کودکی می‌تواند مانع رشد زبانی و شناختی او شده و این امر در نهایت به عملکرد ضعیف تحصیلی او می‌انجامد.
- قرار دادن کودک در معرض بیش از یک زبان می‌تواند به نقض زبانی او منجر شود و یا برای کودکی که قبلا مشخص شده نقص زبانی دارد، یادگیری دو زبان، فشار بیش از حدی به او وارد می‌کند.
- کودکان وقت کافی برای یادگیری دو زبان ندارند و به همین دلیل بهتر است فقط یک زبان را بیاموزند.
- کودکان دو زبان مختلف را با هم اشتباه می‌گیرند و به همین دلیل ممکن است با وجود دانستن معنا و جزئیات یک کلمه، نتواند آن را به خاطر آورند.
- افراد دوزبانه معمولا از دایره واژگان کمتری نسبت به افراد تک‌زبانه برخوردارند و شیوایی کلامی‌شان نیز کمتر است.

همه این موارد، یک سری باورهای نادرست هستند که البته نادرستی آنها اثبات شده است. با این وجود، بسیاری از والدین هنوز به این موارد باور دارند. 

## مزایای اقتصادی
شاید افراد دوزبانه از مزیت‌های بیشتری در بازار کار نسبت به افراد تک‌زبانه برخوردار باشند، زیرا می‌توانند تکالیفی که افراد تک‌زبانه قادر به انجامش نیستند (همچون تعامل با مشتریانی که فقط به یک زبان غیررایج در آن منطقه صحبت می‌کنند) را به انجام برسانند. مطالعه‌ای که در سوئیس به انجام رسید نشان می‌دهد که چندزبانگی همبستگی مستقیمی با میزان درآمد فرد، بهره‌وری شرکت‌ها و نیز درآمد ناخالص ملی دارد. این پژوهشگران اعلام کردند که ۱۰٪ از تولید ناخالص ملی سوئیس به خاطر چندزبانگی مردم این کشور است. مطالعه دیگری که در ایالات متحده به انجام رسید هم نشان می‌دهد چندزبانگی مزایای اقتصادی قابل توجهی به همراه دارد و حقوق سالانه افراد دوزبانه حدود ۳۰۰۰ دلار بیشتر از افراد تک‌زبانه است. 

## روان‌شناسی
مطالعه‌ای که در سال ۲۰۱۲ منتشر شد نشان داده که استفاده از یک زبان خارجی به کاهش سوگیری در تصمیم‌گیری می‌انجامد. بر اساس این مطالعه، احتمال بروز یک نوع سوگیری شناختی موسوم به اثر قالب‌بندی در مواقعی که گزینه‌ها به زبان دوم فرد عرضه می‌شود، از بین می‌رود. منطق انسان دارای دو حالت است که یکی نظام‌مند، تحلیلی و نیازمند تلاش شناختی و دیگری سریع، ناخودآگاه و هیجانی است. به همین دلیل، باور بر آن بود که زبان دوم سبب فاصله‌گیری شناختی از فرآیندهای خودکار ذهنی شده و به افکار تحلیلی بیشتر و واکنش‌های هیجانی کمتر می‌انجامد. به همین دلیل، افرادی که به دو زبان صحبت می‌کنند، از تفکر تحلیلی و نیز مهارت‌های تصمیم‌گیری بهتری برخوردارند. مطالعه‌ای که یک سال بعد به انجام رسید هم مشخص کرد که جابه‌جایی از زبان اول به زبان دوم سبب می‌شود فرد دوزبانه به عرف‌های اجتماعی و محدودیت‌هایی نظیر محدودیت‌های سیاسی کمتر توجه کند. مطالعه‌ای که در سال ۲۰۱۴ انجام شد نیز نشان داد افرادی که از یک زبان خارجی اسفاده می‌کنند، در رویارویی با مسایل اخلاقی (نظیر مسئله تراموا) تصمیمات عملگرایانه‌تری می‌گیرند. 